# Achtermannsches Haus

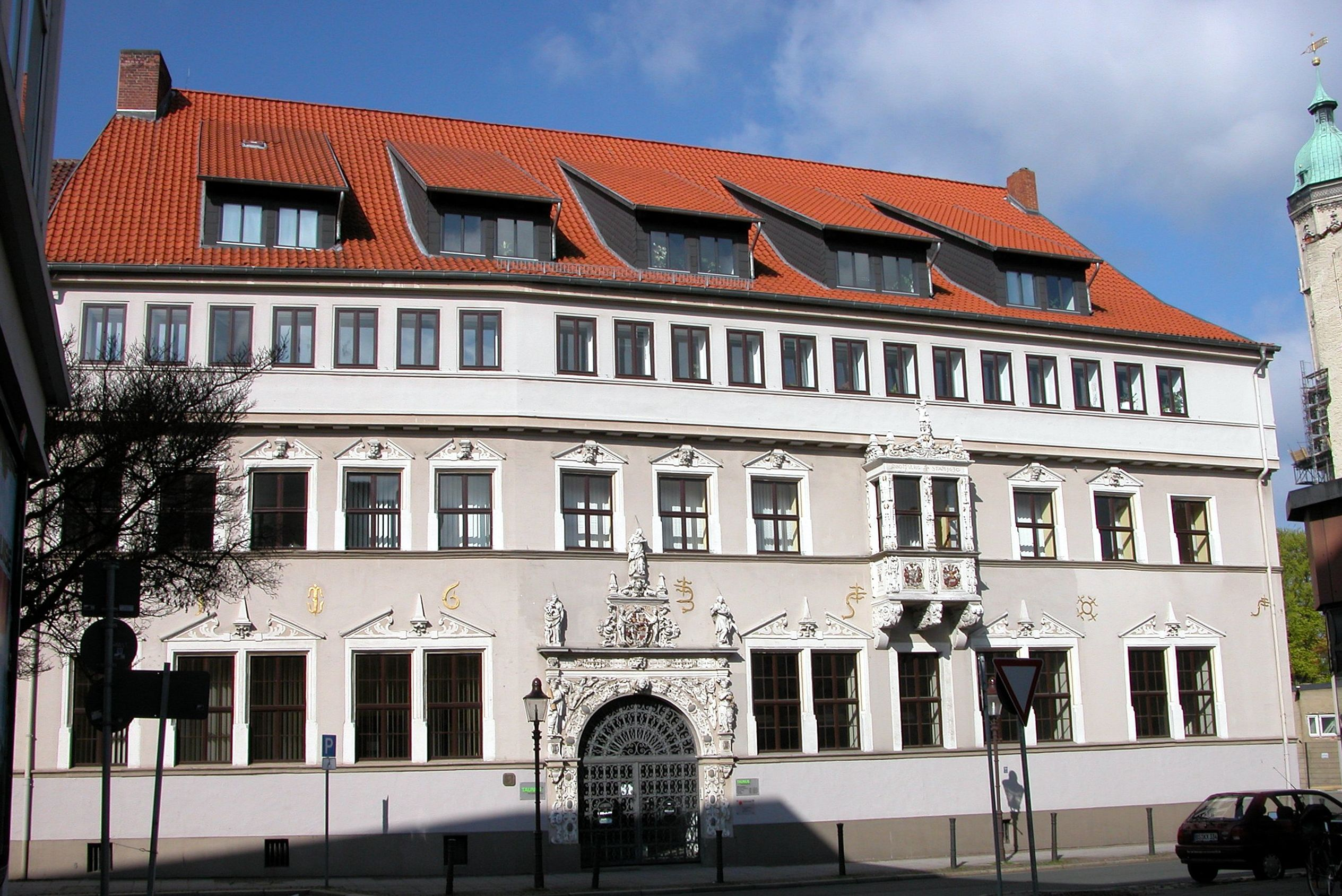
Das Achtermannsche Haus

Das Achtermannsche Haus in der Braunschweiger Reichsstraße 3 wurde in der Zeit des Dreißigjährigen Krieges in den Jahren 1626 bis 1630 für den aus Goslar stammenden Bürgermeister und Kaufmann Georg Achtermann (1584–1656) und seine Frau Lucia von Strombeck (1589–1641) durch den Baumeister Ulrich Stamm († 1633) errichtet.

## Gebäude

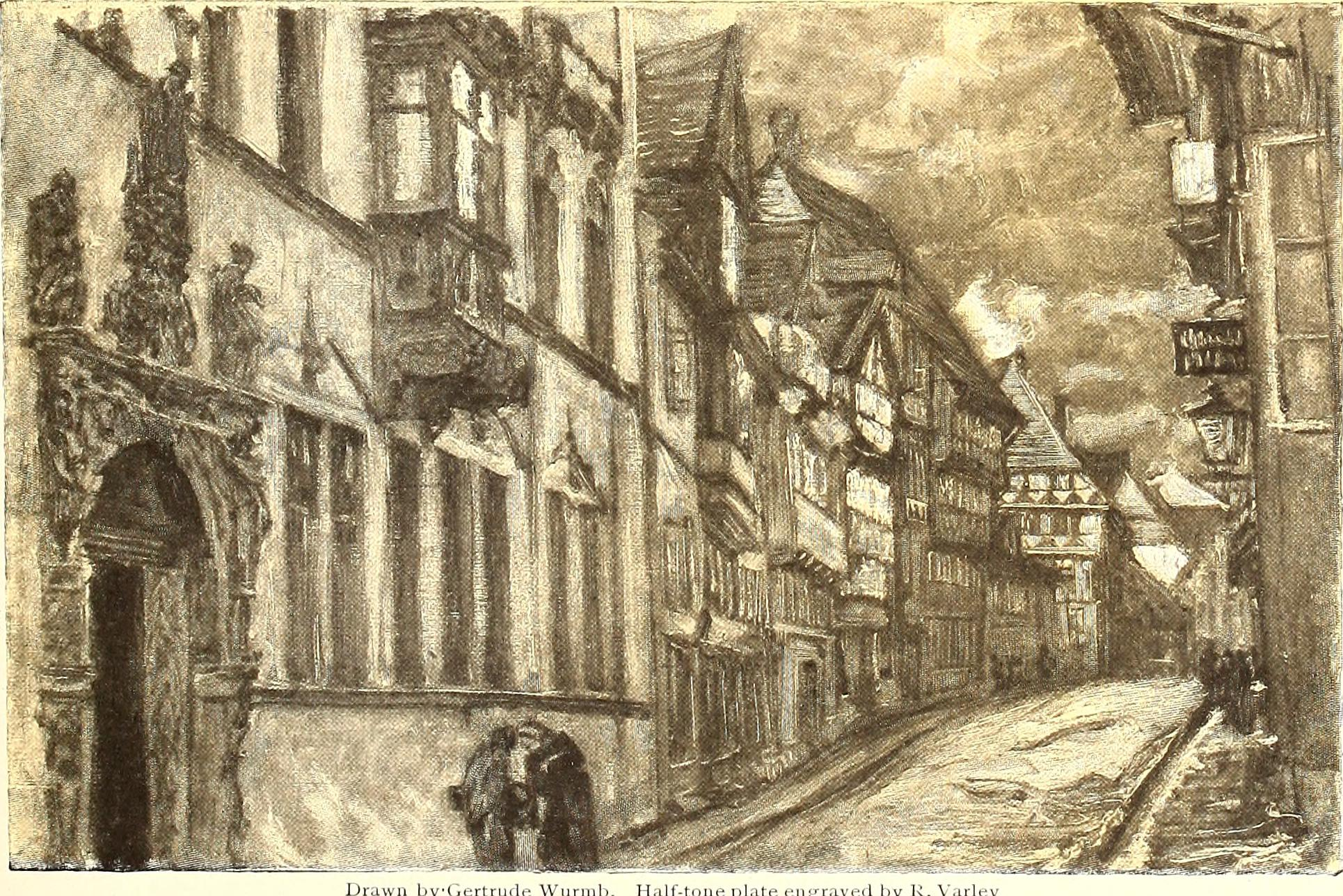
Die Reichsstraße mit dem Achtermannschen Haus, links. Zeichnung um 1909

Das Patrizierhaus besaß über zwei massiv gebauten Geschossen ein überkragendes Fachwerkgeschoss. Nach einer Restaurierung im Jahre 1936 wurde das Gebäude während des Zweiten Weltkrieges beim Bombenangriff in der Nacht auf den 15. Oktober 1944 bis auf die massiven Außenwände zerstört.
In den Jahren 1947 bis 1949 erfolgte der von der Firma Wullbrandt & Seele finanzierte Wiederaufbau durch Herman Flesche und K. Flesche. Das vormalige Fachwerkgeschoss wurde dabei in Stein aufgebaut.
Das Achtermannsche Haus besitzt eines der schönsten in Braunschweig erhaltenen Portale mit reichem Figurenschmuck und Knorpelwerk. Dargestellt sind die Tugenden der Stärke, der Enthaltsamkeit, der Liebe, der Hoffnung und des Glaubens. Mittig oberhalb des Portals ist das Achtermann-von-Strombecksche-Doppelwappen der Eheleute dargestellt. Rechts oberhalb hat sich Baumeister Stamm mit seinem Werkzeichen in einem Eisenanker, dem Symbol der Braunschweiger Neustadt, verewigt. Des Weiteren ist der Vor- und Nachname von Stamm, sein Steinmetzzeichen und die Jahreszahl im steinernen Architrav des Erkers eingeschlagen.
Heute ist das Achtermannsche Haus ein Dienstgebäude der Stadt Braunschweig.

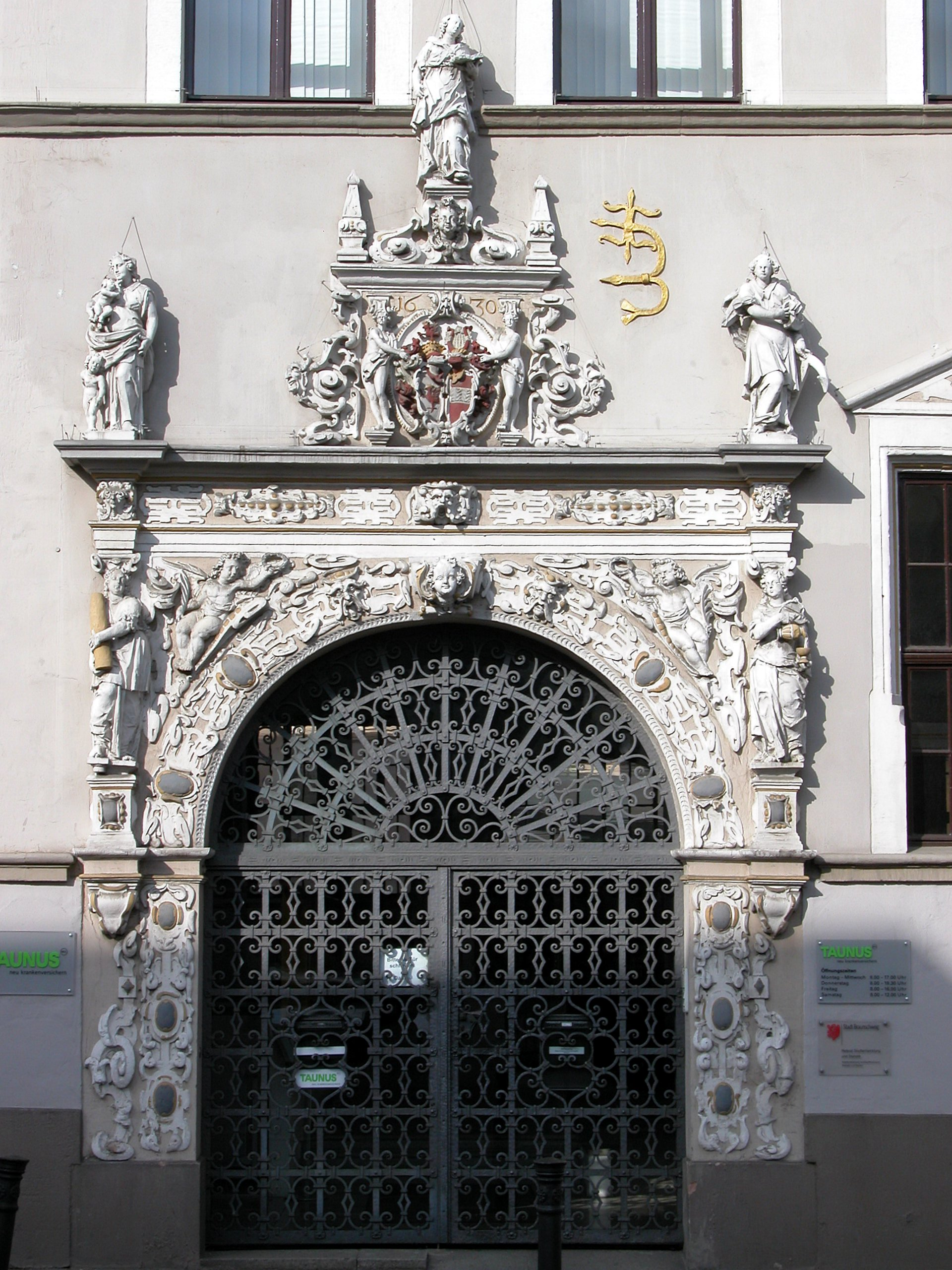
Portal
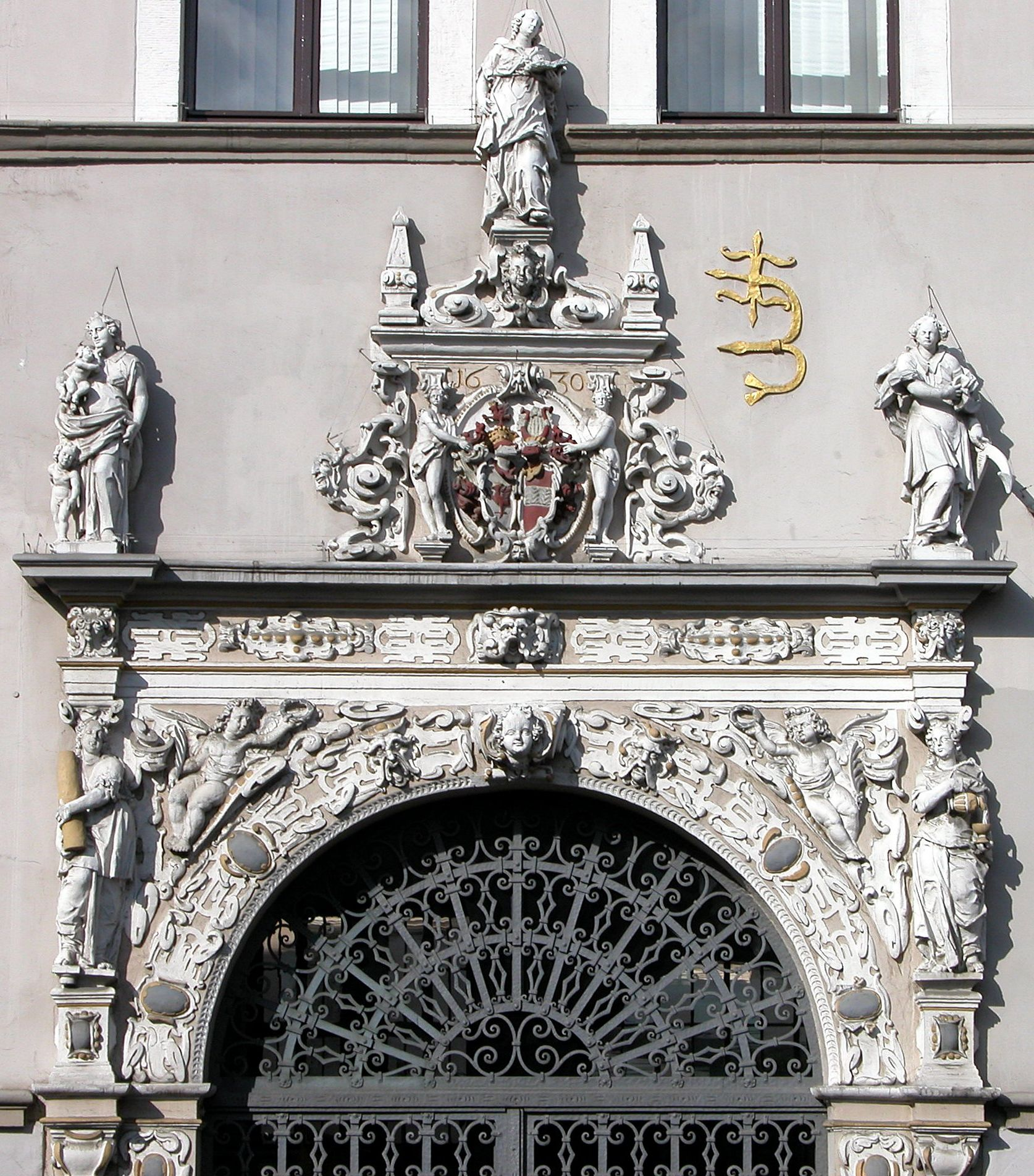
Portaldetail
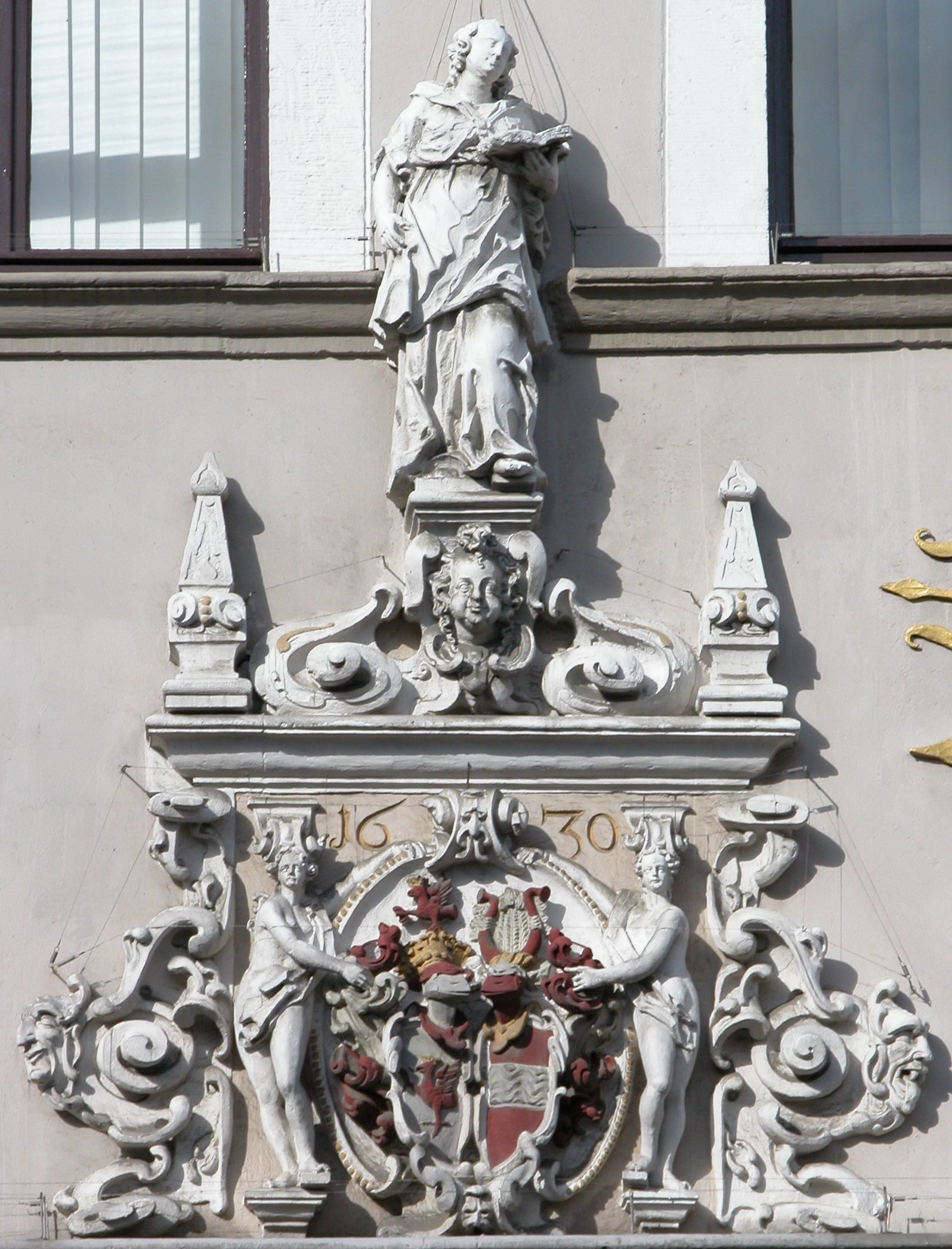
Wappen
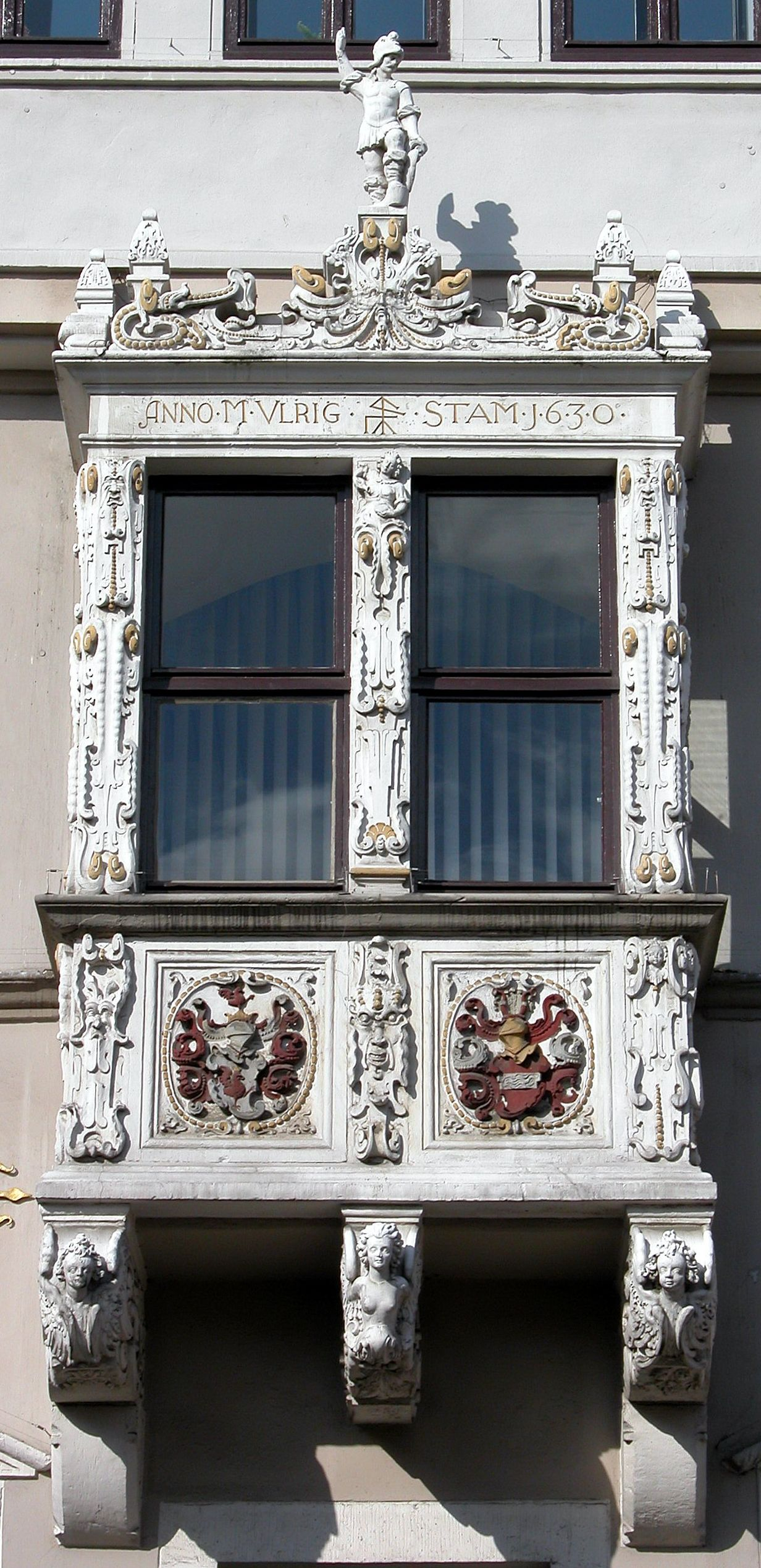
Erker

## Baumeister

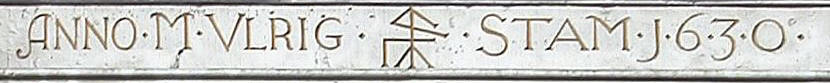
Architrav des Erkers: Vor- und Nachname Ulrich Stamms („VLRIG STAM“), sein Steinmetzzeichen und Jahreszahl („1630“) der Entstehung.

Der Baumeister des Hauses, Ulrich Stamm, stammte aus Hohensyburg und wurde im Jahre 1617 Bürger des Weichbildes Altewiek. Er ist vermutlich der Erbauer weiterer Portale in der Stadt, so des Stechinelli-Hauses, des Autorshofes, des heute zerstörten Mumme-Hauses sowie des ebenfalls zerstörten Kalmschen Hauses. Stamm starb 1633 in Braunschweig und fand sein Grab an der Martinikirche.